# PAS-22
PAS-22, précédemment connu sous le nom d'AsiaSat 3 puis de HGS-1, est un satellite de télécommunications géostationnaire, récupéré d'une orbite fortement excentrique inutilisable, grâce à un passage à 6 200 km puis à 34 000 km de la Lune.

## Lancement
Le lanceur Proton a connu une défaillance sur le bloc DM3, ce qui a conduit le satellite sur une orbite inclinée à 51°.

## Récupération du satellite
Après deux passages proches de la Lune, l'engin a pu être envoyé sur une orbite géostationnaire utilisable, mais la manœuvre a consommé une grande partie de son carburant ce qui a réduit sa durée d'utilisation de 15 à 5 ans. En 2002, il a été envoyé sur une orbite de rebut.

Animation de la trajectoire de PAS-22 autour de la Terre du 24 décembre 1997 au 30 juin 1998